# Antonino Pizzolato
Antonino Pizzolato (ur. 20 sierpnia 1996 w Castelvetrano) – włoski sztangista,dwukrotnie brązowy medalista igrzysk olimpijskich, medalista  mistrzostw świata.
Na igrzyskach olimpijskich w Tokio w 2020 roku wywalczył brązowy medal w wadze lekkociężkiej. W zawodach tych wyprzedzili go tylko Chińczyk Lü Xiaojun i Zacarías Bonnat z Dominikany. Na rozgrywanych cztery lata wcześniej mistrzostwach świata w Anaheim zdobył brązowy medal w tej samej kategorii wagowej. Zdobył ponadto złote medale podczas mistrzostw Europy w Batumi w 2019 roku i mistrzostwach Europy w Moskwie w 2021 roku.